# Brooklyn-papyrusen

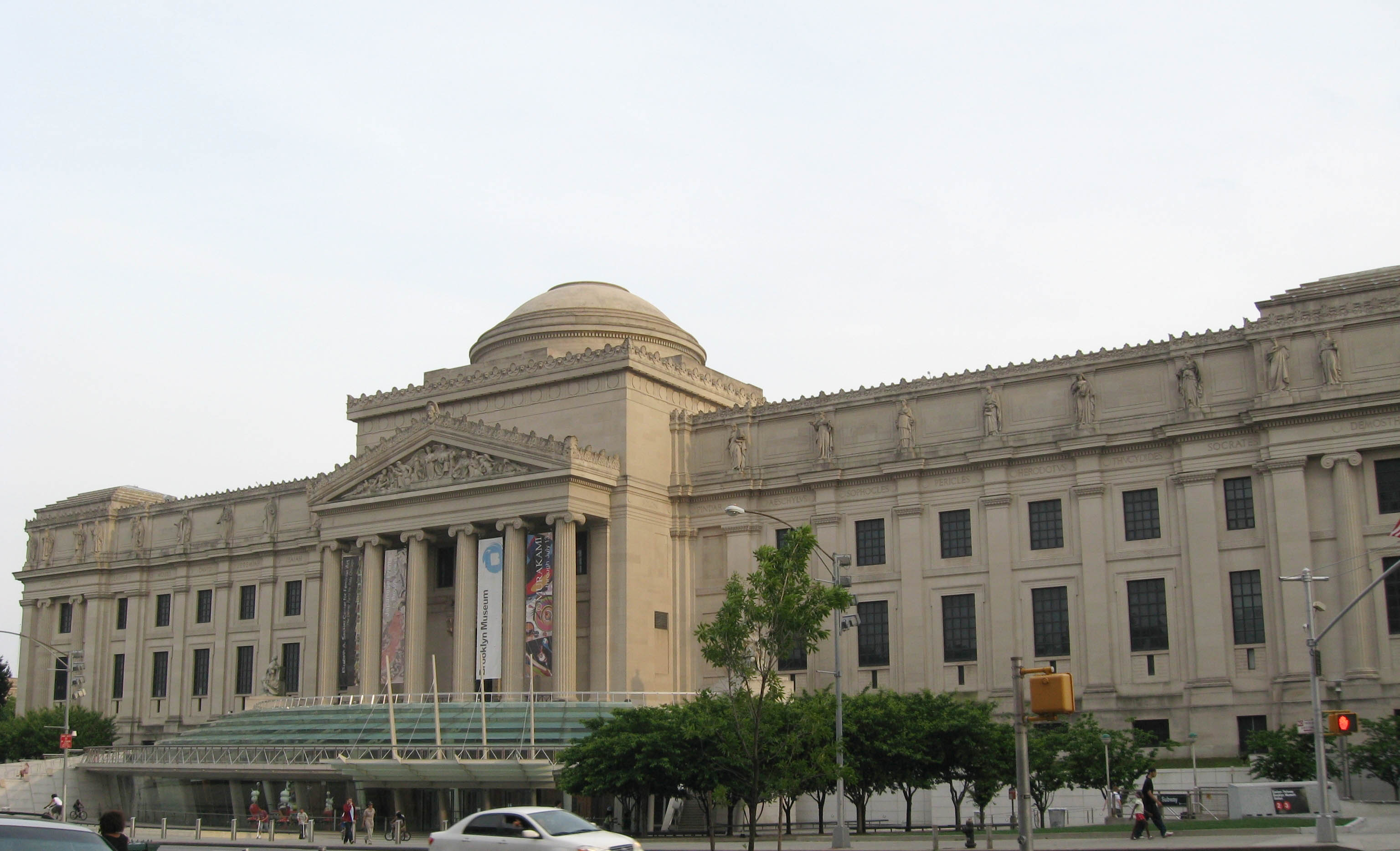
Brooklyn-papyrusen förvaras idag på Brooklyn Museum

Brooklyn-papyrusen (47.218.48 och 47.218.85) är ett papyrusfynd från det forntida Egypten och är bland de äldsta bevarade skrifter om medicin och herpetologi.
 Manuskriptet dateras till cirka 450-talet f.Kr. och förvaras idag på Brooklyn Museum i New York.

## Manuskriptet
Brooklyn-papyrusen är en tvådelad papyrusrulle där början och slutet av papyrusen saknas, rullens totala storlek är cirka 175 × 27 cm. Texten är skriven på rectosidan. De olika arkivnumren betecknar första delen (-48, 66,5 × 27,5 cm) och andra delen (-85, 66,5 × 27,5 cm) av rullen.
Manuskriptet är en samlingsskrift, texten i första delen består av noggranna beskrivningar av 38 olika ormar och texten i andra delen beskriver olika behandlingar av ormbett. Texten innehåller även behandling av insektsbett.
Manuskriptet dateras till mellan 660-talet och 330-talet f. Kr. kring Egyptens trettionde dynasti. Texten är skriven i en stil som var vanlig under Mellersta riket vilket antyder att det möjligen rör sig om en avskrift av äldre manuskript.

## Historia
Det är inte känt när papyrusen upptäcktes, den fanns i privat ägo hos Charles Edwin Wilbour och donerades av dennes änka Theodora Wilbour i början på 1930-talet till Brooklyn Museum. Troligen härstammar papyrusen från ett tempelarkiv i Heliopolis.
Manuskriptet är ett av de bevarade Fornegyptiska medicinska papyri.
1989 publicerade franske Serge Sauneron en utförlig beskrivning i boken "Un traité égyptien d’ophiologie - Papyrus du Brooklyn Museum nos 47.218.48 et 85"
Manuskriptets arkivnummer på Brooklyn Museum är 47.218.48 a-f och 47.218.85 a-f.